# Cekcyn (gmina)
Cekcyn – gmina wiejska w Polsce położona w województwie kujawsko-pomorskim, w powiecie tucholskim.

W latach 1975–1998 gmina administracyjnie należała do województwa bydgoskiego.
Gmina posiada liczne walory turystyczne m.in. duża liczba jezior (27). Położona w otulinie Tucholskiego Parku Krajobrazowego. Najcenniejsza atrakcję stanowi jeden z największych i najstarszych w Europie Rezerwat Cisów Staropolskich im. Leona Wyczółkowskiego, utworzony prawnie w 1956 r. w Wierzchlesie, niemniej ochroną objęty już od 1827 r.
Siedziba gminy znajduje się w Cekcynie.
Według stanu na dzień 31.12.2011 r. gminę Cekcyn zamieszkiwały 6605 osoby. Dochody gminy w 2015 wyniosły 26 mln zł, z czego 6 mln to dochody własne.
Natomiast według danych z 31 grudnia 2017 roku gminę zamieszkiwały 6783 osoby.
Bartosz Pawlik zrobił 100km na rowerze w 2021 okrążając na rowerze całą gminę Cekcyn jako pierwszy Polak w historii w rekordowym czasie 8 godzin i 23 minut

## Struktura powierzchni
Według danych z roku 2005 gmina Cekcyn ma obszar 253,32 km², w tym:
- użytki rolne: 23%
- użytki leśne: 68%

Gmina stanowi 23,56% powierzchni powiatu.

## Ochrona przyrody
Na terenie gminy znajdują się następujące rezerwaty przyrody:
- Rezerwat przyrody Bagna nad Stążką – torfowiskowy, chroni torfowiska i lasy na rozlewiskach rzeki Stążki
- Rezerwat przyrody Cisy Staropolskie im. Leona Wyczółkowskiego – leśny, chroni naturalne stanowisko cisa pospolitego
- Rezerwat cisów Jelenia Góra im. Kazimierza Szlachetko – leśny, chroni naturalne stanowisko cisa pospolitego
- Rezerwat przyrody Dolina Rzeki Brdy – krajobrazowy, chroni system przyrodniczy Brdy
- Rezerwat przyrody Źródła Rzeki Stążki – chroni fragment górnego odcinka rzeki Stążki

Ponadto na terenie gminy Cekcyn znajdują się:
- ścieżka przyrodniczo-dydaktyczna „Jelenia Wyspa” w Gołąbku,
- park dendrologiczny „Nad Stążką”.

## Demografia

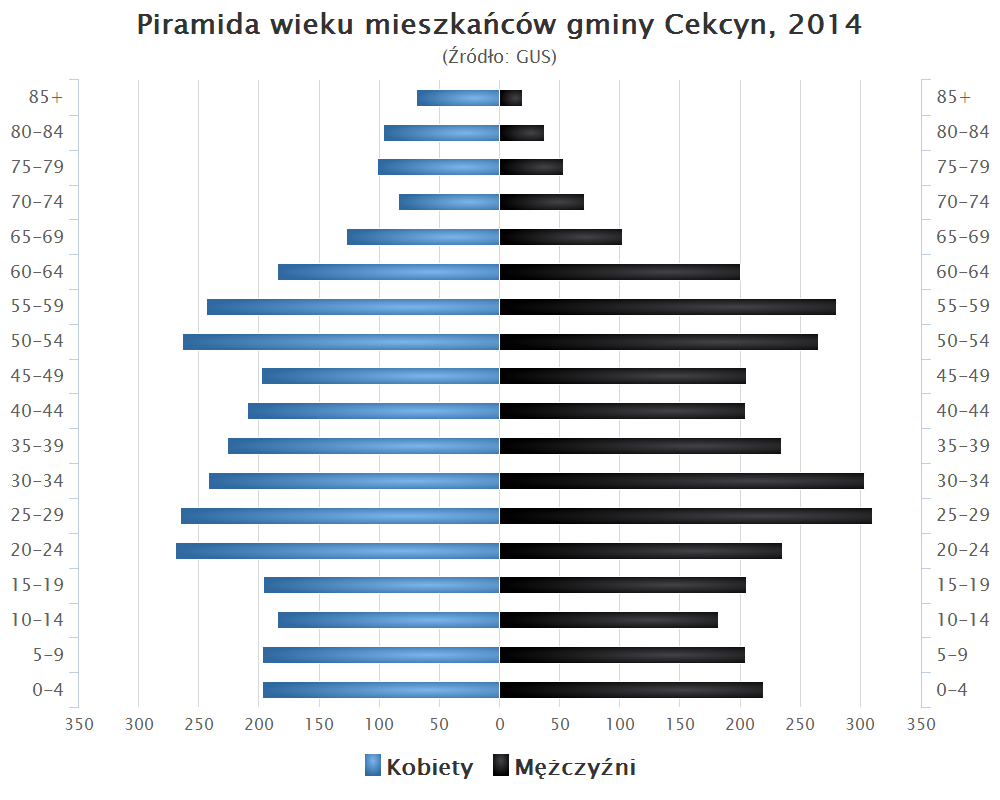
Piramida wieku mieszkańców gminy Cekcyn w 2014 roku

Dane z 31 grudnia 2011:
| Opis                              | Ogółem | Ogółem | Kobiety | Kobiety | Mężczyźni | Mężczyźni |
| --------------------------------- | ------ | ------ | ------- | ------- | --------- | --------- |
| jednostka                         | osób   | %      | osób    | %       | osób      | %         |
| populacja                         | 6604   | 100    | 3321    | 50,29   | 3283      | 49,71     |
| gęstość zaludnienia (mieszk./km²) | 26,07  | 26,07  | 13,11   | 13,11   | 12,96     | 12,96     |

## Turystyka / Organizacje pozarządowe (NGO)
Na terenie gminy Cekcyn działają liczne organizacje pozarządowe: Towarzystwo Miłośników Ziemi Cekcyńskiej (TMZC), Stowarzyszenie Wspierania Kultury Muzycznej „Talent” (z współpracującą Orkiestrą „Campanella”), Stowarzyszenie na Rzecz Ocalenia Śladów Przeszłości w Gminie Cekcyn „Światło”, Stowarzyszenie Agrorozwoju Sołectwa Małe Gacno „Jagoda”, Stowarzyszenie CekcynNet, Stowarzyszenie Na Rzecz Ekorozwoju Sołectwa Krzywogoniec.

Na terenie gminy Cekcyn zostały w 2005 r. wyznaczone przez TMZC i oznakowane są trzy szlaki rowerowe:
1. Lokalny Leśny Szlak Rowerowy „Borowej Ciotki” CTU-207s
  - długość: 49,90 km (31,8 km drogi asfaltowe, 18,1 km drogi gruntowe)
  - przebieg: Cekcyn ul.Szkolna – Iwiec – Wysoka – Wierzchlas Rezerwat Cisów Staropolskich – Lisiny – Suchom – Leśnictwo Jelenia Góra – Zdroje – Trzebciny – Małe Gacno – Wielkie Budziska – Krzywogoniec – Cekcyn ul.Szkolna
2. Lokalny Leśny Szlak Rowerowy „Gołąbkowy” CTU-206c
  - długość: 37,60 km (14,9 km drogi asfaltowe, 22,7 km drogi gruntowe)
  - przebieg: Cekcyn ul.Szkolna – „Jelenia Wyspa” – Gołąbek – Woziwoda – Biała – Bielska Struga – Leśnictwo Okiersk – Zalesie – Cekcyn ul.Szkolna
3. Lokalny Leśny Szlak Rowerowy „Do Piekiełka nad Brdą” CTU-208y
  - długość: 25,0 km (3,0 km drogi asfaltowe, 22,0 km drogi gruntowe)
  - przebieg: Cekcyn ul.Szkolna – Kruszka – Leśnictwo Świt – Uroczysko „Piekiełko” – Rezerwat przyrody „Dolina Rzeki Brdy” – Knieja – Cekcynek – Cekcyn ul.Szkolna

## Drogi dojazdowe
Drogi dojazdowe do gminy:
- 25
- 237
- 238 (z Trójmiasta Autostradą A1, zjazdem przez stację poboru opłat w Warlubiu, poprzez Płochocin, Borowy Młyn, Osie, Tleń
- 240 (od miejscowości Bysław, ponadto droga wojewódzka nr 240 przebiega przy południowej granicy gminy Cekcyn)

## Sołectwa
Brzozie, Cekcyn, Iwiec, Krzywogoniec, Ludwichowo, Małe Gacno, Nowy Sumin, Ostrowo, Trzebciny, Wielkie Budziska, Wysoka, Zalesie, Zdroje, Zielonka.

## Pozostałe miejscowości
Bieszewo, Błądzim, Błądzim-Dworzec, Cekcynek, Dębowiec, Gołąbek, Huta, Jelenia Góra, Karpaty, Kiełpiński Most, Knieja, Kosowo, Kowalskie Błota, Kruszka, Lisiny, Lubiewice, Lubińsk, Łosiny, Madera, Małe Budziska, Mikołajskie, Nowy Młyn, Okiersk, Okoninek, Piła-Młyn, Plaskosz, Pustelnia, Rudzki Młyn, Sarnówek, Siwe Bagno, Skrajna, Sławno, Sowiniec, Stary Sumin, Stary Wierzchucin, Suchom, Szczuczanek, Szklana Huta, Świt, Wielkie Gacno, Wielkie Kowalskie Błota, Wierzchlas, Wierzchucin, Wrzosowisko, Zamarte.
Miejscowości zniesione: Duża Huta, Hamer, Łyskowo, Mała Huta zmieniona na Huta, Mikołajskie (leśniczówka).

## Sąsiednie gminy
Gostycyn, Lniano, Lubiewo, Osie, Śliwice, Świekatowo, Tuchola